# 景星 (清朝)
景星（1848年—1910年），字云伯，号月汀，索绰络氏，满洲镶白旗人。钦赐举人，清朝政治人物。

## 生平
因其伯叔父大学士宝鋆任《穆宗毅皇帝聖訓實錄》監修總裁，《實錄》告成后，景星受钦赐举人，宝鋆子景灃升工部郎中。同治六年（1867 ），景星初任工部主事、员外郎，光緒13年（1887）任工部都水司郎中，曾与诗友、正蓝旗汉军进士胡俊章在工部共事；14年-19年（1888-1893），江苏苏松常镇太粮储道；22年，陕西陕安道；中日甲午战争（1894）爆发后，任督办军务处文案翼长；23年，长芦盐运使，后历任山西与山东按察使；25年，河南布政使、护理河南巡抚（戊戌冬月赴河南任职时，镶白旗宗室进士盛昱与内务府正黄旗进士杨钟羲为其在京师雪夜餞行）；光緒26年（1900年）江西巡抚，同年11月调任湖北巡抚；光緒27年-28年（1901.2-1902），任福州将军，兼管船政。光绪二十八年因病开缺，解任回旗。光绪三十四年（1908年）派充資政院協理大臣，协理资政院事务。宣统元年（1909年）任禁烟大臣。宣统二年（1910年），景星逝世，賜祭葬。《清史列传》卷64有传。
1888年 - 1893年（光绪十四年 - 十九年），任职江苏苏松常镇太粮储道时期，景星居于苏州拙政园，栽植山茶花数株，与内务府正白旗汉军词人郑文焯、候补道朱福清（字修庭）以及内务府正白旗蒙古、内务府郎中兼苏州织造荣廷（字虞臣，博尔济吉特氏，赐汉姓尹氏，世称内务府“荣尹家”，著《虫鱼雅集》、《拙园灯谜草》、《吴下诗存》，在京有“赏心乐事园”）互有唱和（据朱福清，《双清阁袖中诗本》，俞樾序，1893）。景星族弟恩壽于1901年 - 1904年（光緒二十七年 - 三十年）担任江苏巡抚时亦寄居拙政园，为时任福州将军的景星十年前种植的山茶花补栽数株（据恩寿诗作）。
与俞樾、正蓝旗汉军胡俊章、镶白旗满洲恩寿、漕运总督陆元鼎等在苏州时有诗歌唱和，俞樾在诗文中称景星为“月汀将军”。著有《榕寿轩诗集》。其诗作录入胡俊章、多祺辑《春明诗课汇选》。宣统元年为御史潘庆澜的《宜识字斋诗钞》作序（光绪三十四年多罗贝勒毓朗亦为该诗集作序；卷二有“戏题红楼梦传奇”三首诗）。

## 家庭
- 伯叔父宝鋆（1807年－1891年），镶白旗满洲，道光十八年（1838年）进士，咸丰朝总管内务府大臣，光绪年间晋为武英殿大学士。其养子景灃 (字東甫)（生父寶福），累官內務府大臣、正黄旗蒙古都统。
- 族伯麟魁，镶白旗满洲，道光六年（1826）進士，兵部尚書；其子恩寿，同治十三年（1874年）進士，江苏与陕西巡抚。恩寿之母他塔喇氏（二继妻）；其父正蓝旗满洲、嘉慶辛酉科舉人舒謙，母正黃旗漢軍、乾隆三十七年(1772)壬辰科進士文敏公張氏百齡之女，胞叔嘉庆六年（1801）进士秀堃；侄女他塔喇氏，系正蓝旗汉军、光緒二年丙子（1876）恩科進士胡俊章继妻。
- 子蔭琦，郎中。